# Church & Dwight

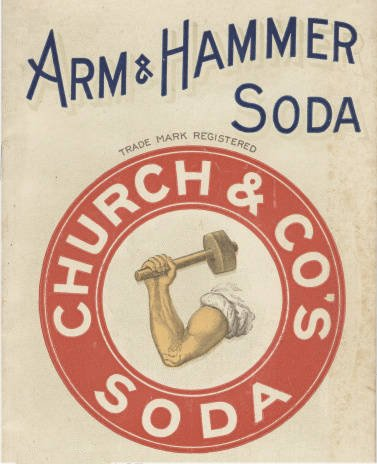
Eine alte Werbung für Backnatron der Marke „Arm & Hammer“

Church & Dwight ist ein US-amerikanischer Hersteller von Haushaltswaren. Das Unternehmen wurde durch Austin Church und seinen Schwager John Dwight gegründet, die zusammen ab 1846 Backpulver händisch in Papiertüten abfüllten und verkauften. Über Massen-Postsendungen wurden bereits in den 1860er Jahren landesweit kleine Rezeptbüchlein verteilt, die das Backsoda der beiden Gründer indirekt bewarben. Das Logo der Marke „Arm & Hammer“, das bis heute Bestand hat, wurde bereits 1867 eingeführt und sollte an den römischen Gott Vulcanus erinnern. Weitere Produkte wie Waschmittel und Zahncreme erweiterten das Angebot des Unternehmens im Laufe des nächsten Jahrhunderts. Als die Freiheitsstatue in New York zur Feier ihres 100-jährigen Bestehens 1986 restauriert werden sollte, wurde die schützende Schicht aus Steinkohlenteer an der Innenseite des Bauwerks im Sodablasting-Verfahren abgetragen. Zu diesem Anlass spendete das Unternehmen 100 Tonnen Backsoda. Seit 2003 nutzt Church & Dwight die Zahnpastamarke Pepsodent in den USA und Kanada. Zusammen mit dem Erdölkonzern Occidental Petroleum betreibt Church & Dwight seit 1986 das Joint Venture „Armand Products“ zur Herstellung von Kaliumcarbonat und Kaliumhydrogencarbonat.

## Trivia
Der US-amerikanische Industrielle und spätere CEO von Occidental Petroleum, Armand Hammer, war selbst Großaktionär von Church & Dwight und verfügte aufgrund eines großen Aktienpakets von Occidental an Church & Dwight über einen Aufsichtsratsposten im Unternehmen. In seiner Autobiografie erklärte Armand Hammer, sein sprechender Name sei als „Arm and Hammer“ zu lesen. Es bestünde jedoch keine direkte Beziehung zur gleichnamigen Marke von Church & Dwight, die Marke Arm & Hammer existierte bereits 31 Jahre vor Hammers Geburt, vielmehr habe sein Vater, ein bekennender Kommunist, den Namen als Anspielung auf ein Symbol der Arbeiterbewegung gewählt. Dieses zeigt einen Arm, der einen Hammer umgreift. Gemäß einer weiteren Erklärung entstammt der Vorname der Hauptfigur aus „Die Kameliendame“, dem Lieblingsroman Armand Hammers Vater. Angeblich entschied sich Hammer zum Kauf von Anteilen an Church & Dwight, da er häufig auf eine mögliche Verbindung zwischen seinem Eigennamen und dem Markennamen Arm & Hammer angesprochen wurde.